# La Torre d’en Besora
La Torre d’en Besora (spanisch Torre Embesora) ist eine Gemeinde (municipio) in Ostspanien, nahe der Costa del Azahar. La Torre d’en Besora hat 163 Einwohner (Stand: 2024). 

## Lage
La Torre d’en Besora liegt etwa 40 Kilometer nördlich von Castelló de la Plana und etwa 85 Kilometer nordnordöstlich von Valencia in einer Höhe von ca. 645 m.

## Bevölkerungsentwicklung
| Jahr      | 1900 | 1950 | 1970 | 1981 | 1991 | 2001 | 2011 | 2021 |
| Einwohner | 476  | 391  | 297  | 295  | 240  | 190  | 176  | 166  |

## Sehenswürdigkeiten
- Burganlage
- Bartholomäuskirche

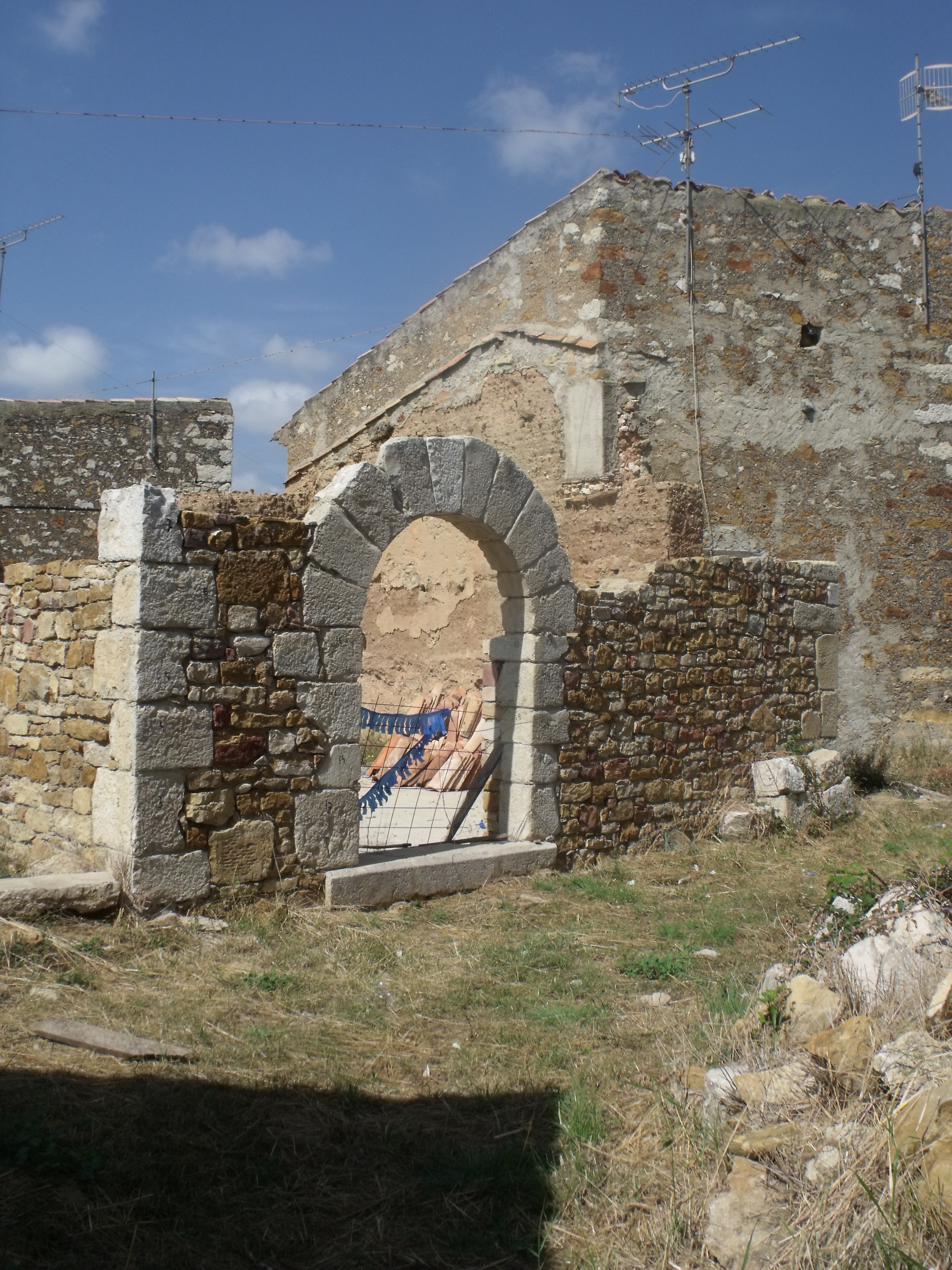
Burgruine
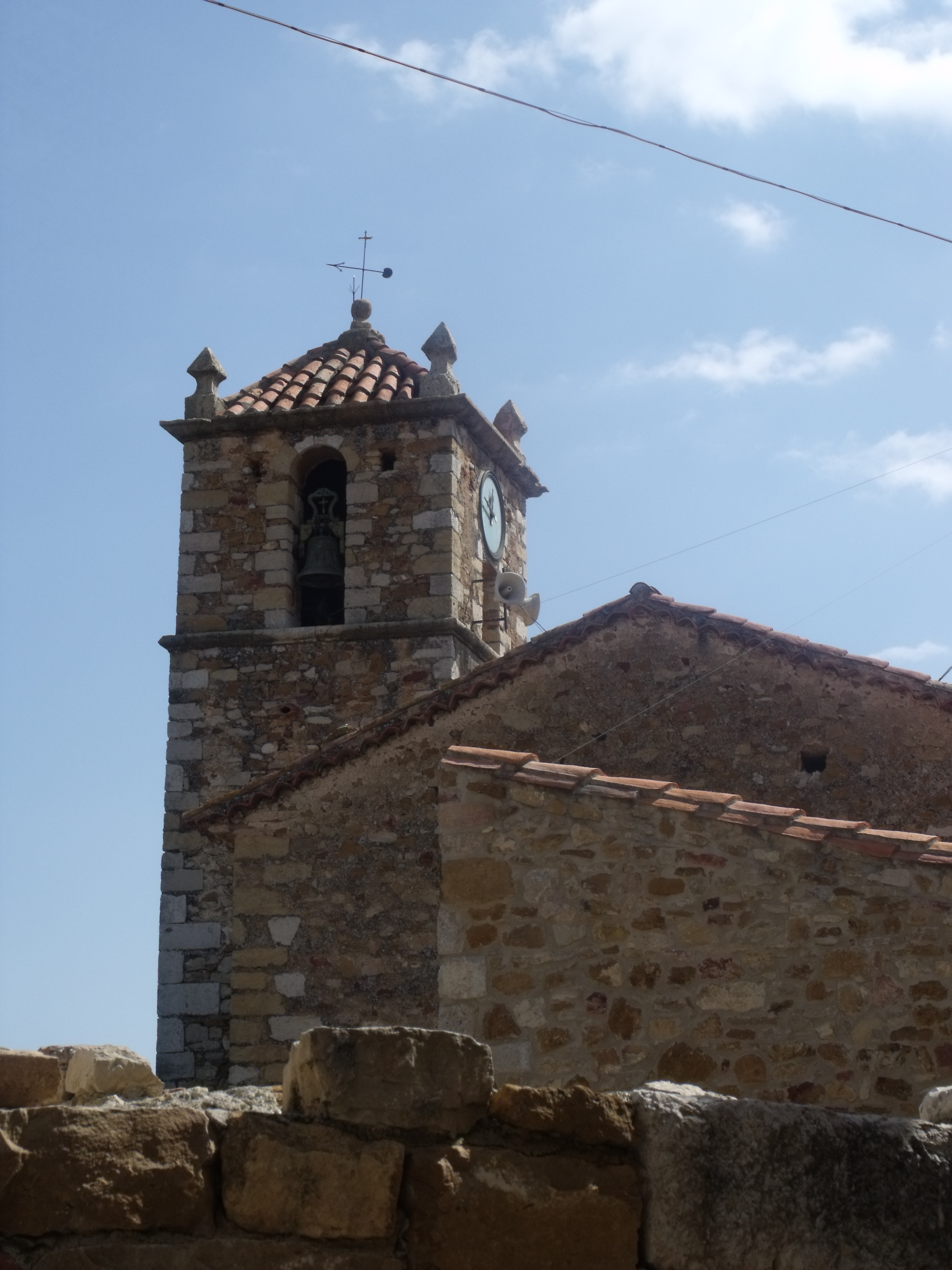
Bartholomäuskirche
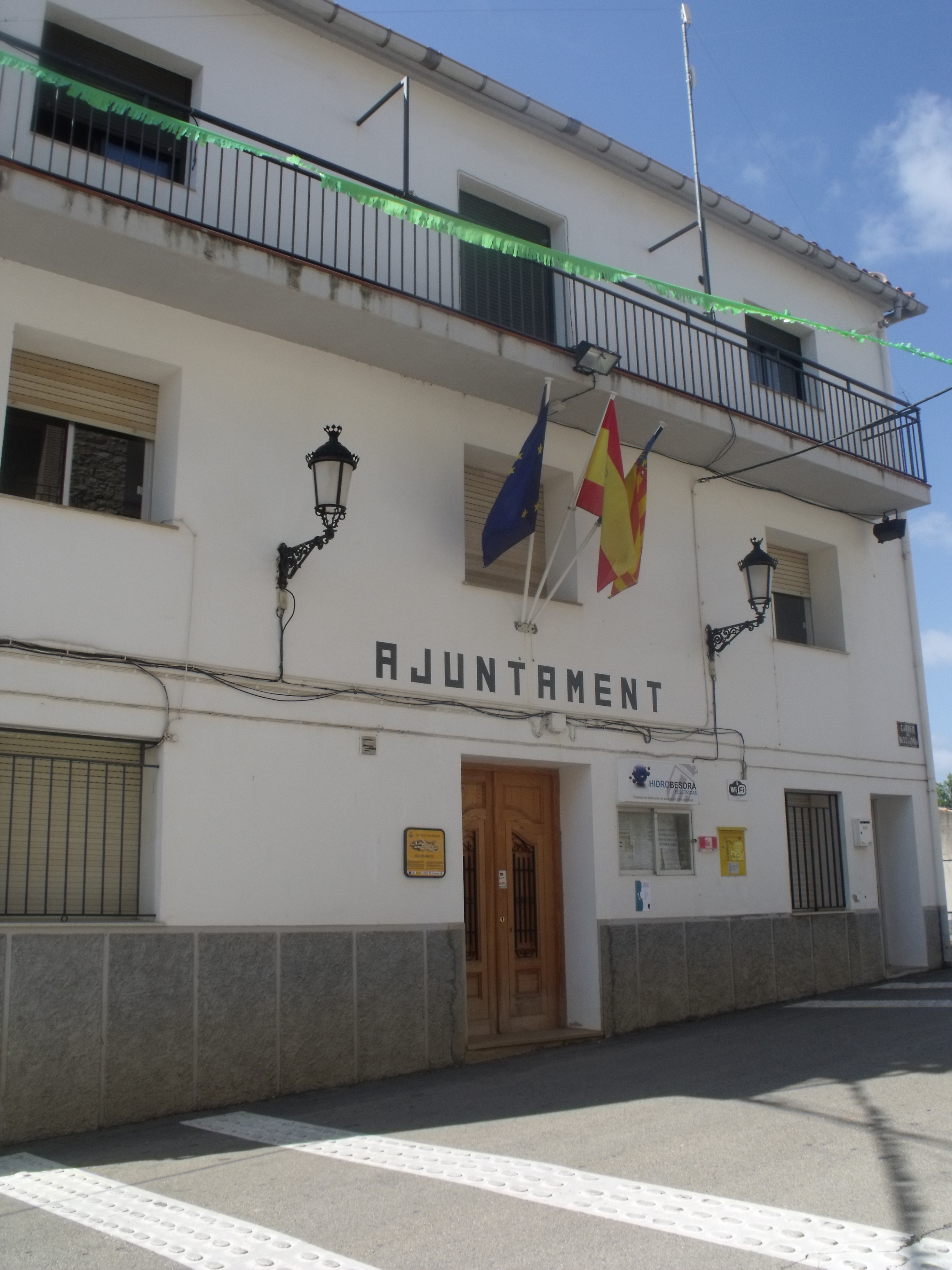
Rathaus